# Megestrol
Megestrol ist ein synthetisch hergestelltes Derivat des natürlichen Sexualhormons Progesteron. Als Megestrolacetat wird es als Arzneimittel bei metastasiertem Brustkrebs eingesetzt. Da die Verbindung auch eine appetitanregende Wirkung zeigt, wird es häufig zur Palliativversorgung kachektischer Patienten verabreicht. Der Wirkungsmechanismus zur Appetitanregung ist noch weitgehend unklar.
In der Veterinärmedizin wird Megestrol unter anderem zur Verhinderung der Läufigkeit bei Hündinnen eingesetzt.

## Nebenwirkungen
Die Gabe von Megestrolacetat über einen Zeitraum von ein bis zwei Wochen kann bei Patienten zur Einschränkung der Funktion der Nebennieren führen (Nebennierenrindeninsuffizienz, Morbus Addison), wodurch weniger Nebennierenrindenhormone – insbesondere Cortisol – ausgeschüttet werden. Durch die zusätzliche Gabe von Glucocorticoiden kann dieser unerwünschten Nebenwirkung entgegengewirkt werden. Der Effekt wird auch in der Veterinärmedizin, beispielsweise bei Katzen, beobachtet. Wird Megestrol abgesetzt, so stellen sich nach einigen Wochen wieder normale Cortisolwerte ein. Die Inhibierung der Nebennierenrinde wird durch die Suppression der Signalkette Hypothalamus-Hypophyse-Nebennierenrinde bewirkt.

## Handelsnamen
Monopräparate
- Megace ES[2]
- Ovaban (Veterinärmedizin)